# Tyler Boyd
Tyler Dominic Boyd (Tauranga, 30 dicembre 1994) è un calciatore neozelandese naturalizzato statunitense, attaccante del Nashville.

## Carriera

### Club
Inizia la sua carriera nel Melville United, prima di passare nel luglio 2011 al Waikato. Il 23 ottobre, ancora sedicenne, debutta nel campionato neozelandese, disputando l'intero incontro casalingo perso contro l'Auckland City (1-5). Nella sua prima stagione da professionista colleziona 14 presenze e 4 reti.

#### Wellington Phoenix
Il 17 settembre 2012 diventa un nuovo calciatore del Wellington Phoenix. Debutta nel campionato australiano il 6 ottobre, sostituendo Louis Fenton a 13 minuti dal termine dell'incontro vinto in casa contro il Sydney FC (2-0). Gioca con i Nix per tre stagioni, durante le quali verrà tuttavia impiegato soprattutto a partita in corso. Nella stagione 2014-2015 viene convocato con regolarità nella neonata squadra riserve dei Phoenix, militante nel campionato neozelandese. Con essa disputa sei incontri, realizzando ben 10 reti, tra cui una doppietta (la prima in carriera) sul campo dell'Hawke’s Bay Utd (2-5) e un poker ai danni del Southern United (6-2). Grazie a queste marcature, si laurea capocannoniere del campionato a pari merito con Tom Jackson e Sean Lovemore, seppur con una media gol nettamente migliore rispetto a questi ultimi (1,66). 
Terminata la stagione conclude la sua esperienza con il Wellington Phoenix, dopo aver totalizzato 48 presenze complessive e 4 reti in A-League.

#### Vitória Guimarães e prestiti
Il 1º luglio 2015 passa quindi al Vitória Guimarães, sbarcando di fatto in Europa. Anche in questo caso viene impiegato nella squadra riserve del club portoghese, militante in Segunda Liga. Date alcune assenze, il 17 gennaio 2016 esordisce in prima squadra e nel campionato portoghese, giocando 63 minuti dell'incontro vinto in casa contro il Porto (1-0). La settimana seguente scende in campo anche nel match pareggiato contro il Belenenses: queste saranno le sue uniche due apparizioni stagionali in prima squadra. Con la squadra B dei bianconeri figura stabilmente tra i titolari e in due stagioni colleziona ben 73 presenze, 13 reti e 6 assist.
Il 29 giugno 2017 viene ceduto in prestito al Tondela: con gli Auriverdes disputa 27 incontri della Primeira Liga 2017-2018, che il club portoghese conclude all'undicesimo posto. Il 17 dicembre si toglie la soddisfazione di segnare una rete ai danni del Benfica: oltre che in questa circostanza, trova il gol in altre 4 occasioni, contro Moreirense, Paços Ferreira, Portimonense e Desp. Aves. Terminata la stagione, rientra a Guimarães.
Confermato in prima squadra dal tecnico Luís Castro, disputa 10 incontri di campionato, senza trovare la via della rete. Tuttavia, dati gli scarsi risultati della squadra, ad inizio gennaio 2019 Castro viene rimpiazzato da Ivo Vieira. Non rientrando nei piani del nuovo tecnico, il 30 gennaio Boyd viene quindi ceduto in prestito all'Ankaragücü, fino a fine stagione. Debutta con il club turco tre giorni dopo, giocando tutti i minuti dell'incontro perso sul campo del Trabzonspor (1-0). Totalizza 14 presenze, tutte da titolare, e 6 reti, di cui una ai danni del Fenerbahçe (1-1). In questa metà di stagione, date le buone prestazioni tra club e nazionale, attira su di sé molte attenzioni e appena rientrato dal prestito il Vitória Guimarães si ritrova costretto a cedere l'attaccante.

#### Beşiktaş
Il 15 luglio 2019 il Beşiktaş acquista il cartellino del giocatore, in cambio di 2,4 milioni di euro. Debutta con le aquile nere il 17 agosto, nella sconfitta esterna patita sul campo del Sivasspor (3-0). Il 24 ottobre debutta anche in Europa League, nel match della terza giornata della fase a gironi giocato contro il Braga. Il 7 novembre segna la sua prima rete con il club turco, nel match di ritorno disputato proprio contro i portoghesi, che hanno la meglio per 3-1. Schierato inizialmente titolare, durante la stagione gli viene via via preferito sempre più spesso il più esperto e prolifico compagno di reparto Burak Yılmaz. Trova la prima e unica rete stagionale in campionato il 7 luglio 2020, nella vittoria interna ottenuta contro il Kasımpaşa.

### Nazionale
Dopo aver partecipato nel 2013 all'OFC Under-20 Championship (vincitore) ed al mondiale di categoria con la nazionale Under-20 neozelandese, nel 2014 viene convocato in nazionale maggiore dal CT Anthony Hudson. Con la nazionale neozelandese totalizza 5 presenze, tutte in amichevole, contro Giappone, Sudafrica, Uzbekistan, Cina e Thailandia. Una volta trasferitosi in Portogallo rifiuta tutte le convocazioni in nazionale neozelandese, tra cui quella alla Coppa delle nazioni oceaniane 2016, affermando di volersi concentrare unicamente sulla propria squadra di club.
Nel 2019, essendo sua madre nata negli Stati Uniti e avendo vissuto fino all'età di 10 anni a Santa Ynez, in California, richiede alla FIFA il permesso di poter giocare per la nazionale statunitense. La sua domanda viene accolta il 18 maggio, in quanto il calciatore non violerebbe le regole FIFA di idoneità nazionale: infatti, in base all'articolo 17 dello statuto FIFA, le amichevoli non vincolano un giocatore a una Nazionale, a differenza dei match ufficiali.
Una volta ottenuto il permesso di rappresentare a livello internazionale gli Stati Uniti, viene subito convocato dal CT Gregg Berhalter per la CONCACAF Gold Cup 2019. Prima di prendere parte alla competizione, il 9 giugno debutta con la nazionale statunitense, in un'amichevole persa per 3-0 contro il Venezuela. In Gold Cup trova la sua prima rete realizzando una doppietta nel primo incontro della fase a gironi contro la Guyana (4-0). Scende in campo in altre tre occasioni, mentre sia nella semifinale vinta contro la Giamaica, sia nella finale persa contro il Messico rimane in panchina in quanto gli viene preferito il compagno di reparto Jordan Morris. Viene poi convocato anche per gli incontri della fase a gironi della CONCACAF Nations League 2019-2020.

## Statistiche

### Cronologia presenze e reti in nazionale
| Cronologia completa delle presenze e delle reti in nazionale ― Nuova Zelanda | Cronologia completa delle presenze e delle reti in nazionale ― Nuova Zelanda | Cronologia completa delle presenze e delle reti in nazionale ― Nuova Zelanda | Cronologia completa delle presenze e delle reti in nazionale ― Nuova Zelanda | Cronologia completa delle presenze e delle reti in nazionale ― Nuova Zelanda | Cronologia completa delle presenze e delle reti in nazionale ― Nuova Zelanda | Cronologia completa delle presenze e delle reti in nazionale ― Nuova Zelanda | Cronologia completa delle presenze e delle reti in nazionale ― Nuova Zelanda |
| Data                                                                         | Città                                                                        | In casa                                                                      | Risultato                                                                    | Ospiti                                                                       | Competizione                                                                 | Reti                                                                         | Note                                                                         |
| ---------------------------------------------------------------------------- | ---------------------------------------------------------------------------- | ---------------------------------------------------------------------------- | ---------------------------------------------------------------------------- | ---------------------------------------------------------------------------- | ---------------------------------------------------------------------------- | ---------------------------------------------------------------------------- | ---------------------------------------------------------------------------- |
| 5-3-2014                                                                     | Tokyo                                                                        | Giappone                                                                     | 4 – 2                                                                        | Nuova Zelanda                                                                | Amichevole                                                                   | -                                                                            |                                                                              |
| 30-5-2014                                                                    | Auckland                                                                     | Nuova Zelanda                                                                | 0 – 0                                                                        | Sudafrica                                                                    | Amichevole                                                                   | -                                                                            |                                                                              |
| 8-9-2014                                                                     | Tashkent                                                                     | Uzbekistan                                                                   | 3 – 1                                                                        | Nuova Zelanda                                                                | Amichevole                                                                   | -                                                                            | 63’                                                                          |
| 14-11-2014                                                                   | Nanchang                                                                     | Cina                                                                         | 1 – 1                                                                        | Nuova Zelanda                                                                | Amichevole                                                                   | -                                                                            | 78’                                                                          |
| 18-11-2014                                                                   | Nakhon Ratchasima                                                            | Thailandia                                                                   | 2 – 0                                                                        | Nuova Zelanda                                                                | Amichevole                                                                   | -                                                                            | 73’                                                                          |
| Totale                                                                       |                                                                              | Presenze                                                                     | 5                                                                            |                                                                              | Reti                                                                         | 0                                                                            |                                                                              |

| Cronologia completa delle presenze e delle reti in nazionale ― Stati Uniti | Cronologia completa delle presenze e delle reti in nazionale ― Stati Uniti | Cronologia completa delle presenze e delle reti in nazionale ― Stati Uniti | Cronologia completa delle presenze e delle reti in nazionale ― Stati Uniti | Cronologia completa delle presenze e delle reti in nazionale ― Stati Uniti | Cronologia completa delle presenze e delle reti in nazionale ― Stati Uniti | Cronologia completa delle presenze e delle reti in nazionale ― Stati Uniti | Cronologia completa delle presenze e delle reti in nazionale ― Stati Uniti |
| Data                                                                       | Città                                                                      | In casa                                                                    | Risultato                                                                  | Ospiti                                                                     | Competizione                                                               | Reti                                                                       | Note                                                                       |
| -------------------------------------------------------------------------- | -------------------------------------------------------------------------- | -------------------------------------------------------------------------- | -------------------------------------------------------------------------- | -------------------------------------------------------------------------- | -------------------------------------------------------------------------- | -------------------------------------------------------------------------- | -------------------------------------------------------------------------- |
| 9-6-2019                                                                   | Cincinnati                                                                 | Stati Uniti                                                                | 0 – 3                                                                      | Venezuela                                                                  | Amichevole                                                                 | -                                                                          | 62’                                                                        |
| 19-6-2019                                                                  | Saint Paul                                                                 | Stati Uniti                                                                | 4 – 0                                                                      | Guyana                                                                     | Gold Cup 2019 - 1º turno                                                   | 2                                                                          |                                                                            |
| 23-6-2019                                                                  | Cleveland                                                                  | Stati Uniti                                                                | 6 – 0                                                                      | Trinidad e Tobago                                                          | Gold Cup 2019 - 1º turno                                                   | -                                                                          | 61’                                                                        |
| 27-6-2019                                                                  | Kansas City                                                                | Panama                                                                     | 0 – 1                                                                      | Stati Uniti                                                                | Gold Cup 2019 - 1º turno                                                   | -                                                                          | 70’                                                                        |
| 1-7-2019                                                                   | Filadelfia                                                                 | Stati Uniti                                                                | 1 – 0                                                                      | Curaçao                                                                    | Gold Cup 2019 - Quarti di finale                                           | -                                                                          | 63’                                                                        |
| 7-9-2019                                                                   | East Rutherford                                                            | Stati Uniti                                                                | 0 – 3                                                                      | Messico                                                                    | Amichevole                                                                 | -                                                                          | 58’                                                                        |
| 11-9-2019                                                                  | Saint Louis                                                                | Stati Uniti                                                                | 1 – 1                                                                      | Uruguay                                                                    | Amichevole                                                                 | -                                                                          | 65’                                                                        |
| 12-10-2019                                                                 | Washington                                                                 | Stati Uniti                                                                | 7 – 0                                                                      | Cuba                                                                       | CONCACAF Nations League 2019-2020 - 1º turno                               | -                                                                          | 46’                                                                        |
| 16-11-2019                                                                 | Orlando                                                                    | Stati Uniti                                                                | 4 – 1                                                                      | Canada                                                                     | CONCACAF Nations League 2019-2020 - 1º turno                               | -                                                                          | 90'+2’                                                                     |
| 20-11-2019                                                                 | George Town                                                                | Cuba                                                                       | 0 – 4                                                                      | Stati Uniti                                                                | CONCACAF Nations League 2019-2020 - 1º turno                               | -                                                                          | 46’                                                                        |
| Totale                                                                     |                                                                            | Presenze                                                                   | 10                                                                         |                                                                            | Reti                                                                       | 2                                                                          |                                                                            |

## Palmarès

### Nazionale

#### Competizioni giovanili
- Campionato oceaniano di calcio Under-20: 1

Figi 2013

### Individuale
- Capocannoniere del campionato neozelandese: 1

2014-2015 (10 gol, a pari merito con Tom Jackson e Sean Lovemore)